# Випадкове поле
Випадко́ве по́ле (англ. random field) — у фізиці та математиці це функція імовірності над довільною областю визначення (зазвичай багатовимірним простором, таким як {\displaystyle \mathbb {R} ^{n}}).
Тобто це функція {\displaystyle f(x)}, яка набуває випадкового значення в кожній точці {\displaystyle \mathbb {R} ^{n}} (або іншої області визначення).
Можна вважати випадкове поле узагальненням стохастичного процесу, де основний параметр більше не повинен бути дійсним або цілочисловим «часом», а натомість може набувати значень, які є багатовимірними векторами або точками на певному многовиді.

## Означення
Для заданого ймовірнісного простору {\displaystyle (\Omega ,{\mathcal {F}},P)}, X-значне випадкове поле — це набір X-значних випадкових змінних, індексованих елементами топологічного простору T. Тобто випадкове поле F є набором
{\displaystyle \{F_{t}:t\in T\}}
де кожна {\displaystyle F_{t}} — це випадкова змінна зі значенням з X.

## Приклади
- Марковське випадкове поле (англ. MRF)
- Ґіббсове випадкове поле
- Умовне випадкове поле (англ. CRF)
- Гауссове випадкове поле[en]

## Застосування
При використанні в природничих науках значення у випадковому полі часто просторово корельовані. Наприклад, суміжні значення (тобто значення з суміжними індексами) відрізняються не так сильно, як значення, які розташовані далі одне від одного. Це приклад коваріаційної структури, багато різних типів якої можна моделювати у випадковому полі. Одним із прикладів є модель Ізінга, де іноді взаємодії найближчих сусідів включені лише як спрощення для кращого розуміння моделі.
Зазвичай випадкові поля використовуються для створення комп'ютерної графіки, особливо тієї, яка імітує природні поверхні, такі як вода, земля, а також підповерхневі моделі землі.
У нейронауці, особливо у пов'язаних із завданням дослідженнях функціональної візуалізації мозку за допомогою ПЕТ або фМРТ, статистичний аналіз випадкових полів є однією з поширених альтернатив корекції для множинних порівнянь, щоб знайти області зі справді значущим збудженням.
Вони також використовуються в застосуваннях машинного навчання як графові моделі.